# Hyssopus (dieren)
Hyssopus is een geslacht van vliesvleugeligen uit de familie Eulophidae. De wetenschappelijke naam van dit geslacht is voor het eerst geldig gepubliceerd in 1916 door Girault.

## Soorten
Het geslacht Hyssopus omvat de volgende soorten:
- H. aaba (Schauff, 1985)
- H. aegyptiacus (Tawfik & Ramadan, 2006)
- H. benefactor (Crawford, 1912)
- H. clypealis (Schauff, 1985)
- H. cracens (Graham, 1983)
- H. geniculatus (Hartig, 1838)
- H. grossoris (LaSalle & Huang, 1994)
- H. indicus (Narendran, 2011)
- H. johannseni (Crawford, 1912)
- H. kamrupicus (Narendran, 2011)
- H. licinus (Narendran, 2011)
- H. mediterraneus (Ribes, 2011)
- H. nigritulus (Zetterstedt, 1838)
- H. novus (Girault, 1917)

- H. olivaceus (Thomson, 1878)
- H. pallidus (Askew, 1964)
- H. rhyacioniae (Gahan, 1927)
- H. sanninoideae (Girault, 1917)
- H. tephridus (Yefremova, 1997)
- H. thymus (Girault, 1916)